# Pedro Rodríguez (kardinaal)
Pedro Rodríguez de Quexada of Petrus Hispanus (gestorven: Avignon, 20 december 1310) was een Spaans kardinaal en legaat.

## Biografie
Pedro Rodríguez de Quexada diende als kanunnik in de kathedraal van Burgos. Hij diende vervolgens als kapelaan van kardinaal Benedetto Gaetani en toen deze in 1294 werd verkozen tot paus verkreeg Rodríguez in 1300 het ambt als bisschop van Burgos. Twee jaar later werd hij tevens kardinaal met Santi Giovanni e Paolo als titelkerk.
Rodríguez was samen Nicola Boccasini aanwezig bij de "klap van Anagni" toen Guillaume de Nogaret en Sciarra Colonna de paus trachtte te arresteren. Hij nam zowel deel aan het conclaaf van 1303 als dat van 1304-1305. Vervolgens diende hij als pauselijke legaat in Engeland om te onderhandelen in een vrede tussen Eduard I van Engeland en Filips IV van Frankrijk.
Hij stierf uiteindelijk te Avignon en zijn lichaam werd daarop overgebracht naar Rome waar hij in de Sint-Pietersbasiliek werd begraven. Desondanks bestaat er ook een bron die vermeld dat Rodríguez begraven ligt in de kathedraal van Burgos in de kapel van San Pedro. Sommige historici ontkennen dan ook zijn kardinaalschap en beargumenteren dat de kardinaal en bisschop twee verschillende personen waren.